# Jacarezinho
Jacarezinho ist ein brasilianisches Munizip im Norden des Bundesstaats Paraná. Es hat 39.268 Einwohner (2021), die sich Jacarezinhenser nennen. Seine Fläche beträgt 603 km². Es liegt 480 Meter über dem Meeresspiegel.

## Etymologie
Der Name stammt von einem rechten Nebenfluss des Rio das Cinzas, dem Rio Jacaré, der das Munizip im Südwesten begrenzt. Jacaré bedeutet „Alligator“, Jacarezinho als dessen Verkleinerungsform „Klein-Alligator“.

## Geschichte

### Besiedlung
Der erste Siedler war Antonio Calixto aus dem Staat Rio de Janeiro. Andere Siedler strömten in den Ort und ließen sich in der Nähe des Wohnsitzes des Pioniers nieder. Im Jahr 1888 kam die Familie Alcântara aus Minas Gerais mit zahlreichen Mitstreitern und gründete die Fazenda da Prata, wodurch die Besiedlung der Region zunahm. Mit den Alcântaras kamen der Arzt João Cândido de Souza Fortes und Bruder Inácio de Melo e Souza, der den Bau einer Kapelle auf der Fazenda betrieb, die 1895 fertig gestellt wurde.
Im Jahr 1896 schenkten Joaquim Antonio Graciano und seine Frau Maria Sabina de Jesus den Schutzheiligen des Ortes, Nossa Senhora da Conceição und São Sebastião eine Sesmaria von 50 Alqueires (120 Hektar), die sie von der kaiserlichen Regierung erhalten hatten. Eine weitere Kapelle wurde gebaut, um die herum neue Häuser entstanden. Ab 1910 beschleunigte die Ankunft weiterer Landwirte und zahlreicher Einwanderer aus São Paulo und Minas Gerais die Entwicklung der Stadt. 
Zu Beginn des 20. Jahrhunderts war Kaffee das wichtigste Anbauprodukt. Später wurde der Kaffee durch Zuckerrohrplantagen, Zucker- und Alkoholindustrie und Weideland ersetzt. Neue Produkte, die auf dem Außen- und Binnenmarkt angeboten werden, wie Soja, Baumwolle und Weizen, Geflügel- und Schweinezucht, kamen ab den 1970er Jahren auf.

### Erhebung zum Bischofssitz
Der Ort wurde am 10. Mai 1926 zum Sitz des Bistums Jacarezinho erhoben. Dieses entstand aus Gebietsabtretungen des Erzbistums Curitiba, dem es auch als Suffragandiözese unterstellt wurde. Zu ihm gehören heute etwa 30 Gemeinden zwischen Tibají und Paranapanema im Osten von Nordparaná. 

### Erhebung zum Munizip
Jacarezinho wurde durch das Staatsgesetz Nr. 352 vom 2. April 1900 unter dem Namen Nova Alcântara aus Tomazina ausgegliedert und in den Rang eines Munizips erhoben. Es wurde am 24. Januar 1901 als Munizip installiert. Per Staatsgesetz Nr. 471 vom 3. April 1902 erhielt es den heutigen Namen.

## Geografie

### Fläche und Lage
Jacarezinho liegt auf dem Terceiro Planalto Paranaense (der Dritten oder Guarapuava-Hochebene von Paraná). Seine Fläche beträgt 605 km². Es liegt auf einer Höhe von 480 Metern.

### Vegetation
Das Biom von Jacarezinho ist Mata Atlântica.

### Klima
In Jacarezinho herrscht warmes, gemäßigtes Klima. Während des Jahres wird eine erhebliche Menge an Niederschlägen verzeichnet (1373 mm pro Jahr). Die Klimaklassifikation nach Köppen und Geiger lautet Cfa. Im Jahresdurchschnitt liegt die Temperatur bei 21,7 °C.

### Gewässer
Jacarezinho liegt im Einzugsgebiet des Paranapanema, der das Munizip im Nordosten begrenzt. Im Südwesten fließt der namensgebende Rio Jacaré zum Rio des Cinzas. 

### Straßen
Jacarezinho ist über die BR-153, die Rodovia Transbrasiliana, mit Ourinhos im Norden und mit Tibagí und der Rodovia do Café im Süden verbunden. Über die PR-431 kommt man im Osten nach Ribeirão Claro und im Nordwesten nach Cambará.

### Nachbarmunizipien
| Cambará                  | Ourinhos-SP                                 |                |
| Barra do Jacaré          | Kompassrose, die auf Nachbargemeinden zeigt | Ribeirão Claro |
| Santo Antônio da Platina | Joaquim Távora                              |                |

## Stadtverwaltung
Bürgermeister: Marcelo José Bernardeli Palhares, PSD (2021–2024)
Vizebürgermeisterin: Patricia Martoni, DEM (2021–2024)

## Demografie

### Bevölkerungsentwicklung
| Jahr | Einwohner | Stadt | Land |
| ---- | --------- | ----- | ---- |
| 1900 | 3.676     |       |      |
| 1920 | 13.764    |       |      |
| 1940 | 24.528    | 21 %  | 79 % |
| 1950 | 34.405    | 24 %  | 76 % |
| 1960 | 42.863    | 35 %  | 65 % |
| 1970 | 38.741    | 49 %  | 51 % |
| 1980 | 38.922    | 61 %  | 39 % |
| 1991 | 40.858    | 74 %  | 26 % |
| 2000 | 39.625    | 85 %  | 15 % |
| 2010 | 39.121    | 89 %  | 11 % |
| 2021 | 39.268    |       |      |

Quelle: IBGE (2011)

### Ethnische Zusammensetzung
| Gruppe * | 1991    | 2000    | 2010    | wer sich als …                                                                   |
| --- | ------- | ------- | ------- | -------------------------------------------------------------------------------- |
| Weiße | 68,1 %  | 75,9 %  | 63,9 %  | weiß bezeichnet                                                                  |
| Schwarze | 6,7 %   | 4,7 %   | 8,4 %   | schwarz bezeichnet                                                               |
| Gelbe | 0,3 %   | 0,3 %   | 0,7 %   | von fernöstlicher Herkunft wie japanisch, chinesisch, koreanisch etc. bezeichnet |
| Braune | 24,7 %  | 18,7 %  | 27,0 %  | braun oder als Mischung aus mehreren Gruppen bezeichnet                          |
| Indigene | 0,0 %   | 0,1 %   | 0,0 %   | Ureinwohner oder Indio bezeichnet                                                |
| ohne Angabe | 0,1 %   | 0,4 %   | 0,0 %   |                                                                                  |
| Gesamt | 100,0 % | 100,0 % | 100,0 % |                                                                                  |
| *) Das IBGE verwendet für Volkszählungen ausschließlich diese fünf Gruppen. Es verzichtet bewusst auf Erläuterungen. Die Zugehörigkeit wird vom Einwohner selbst festgelegt. |         |         |         |                                                                                  |

Quelle: IBGE (Stand: 1991, 2000 und 2010)

## Kultur und Sehenswürdigkeiten

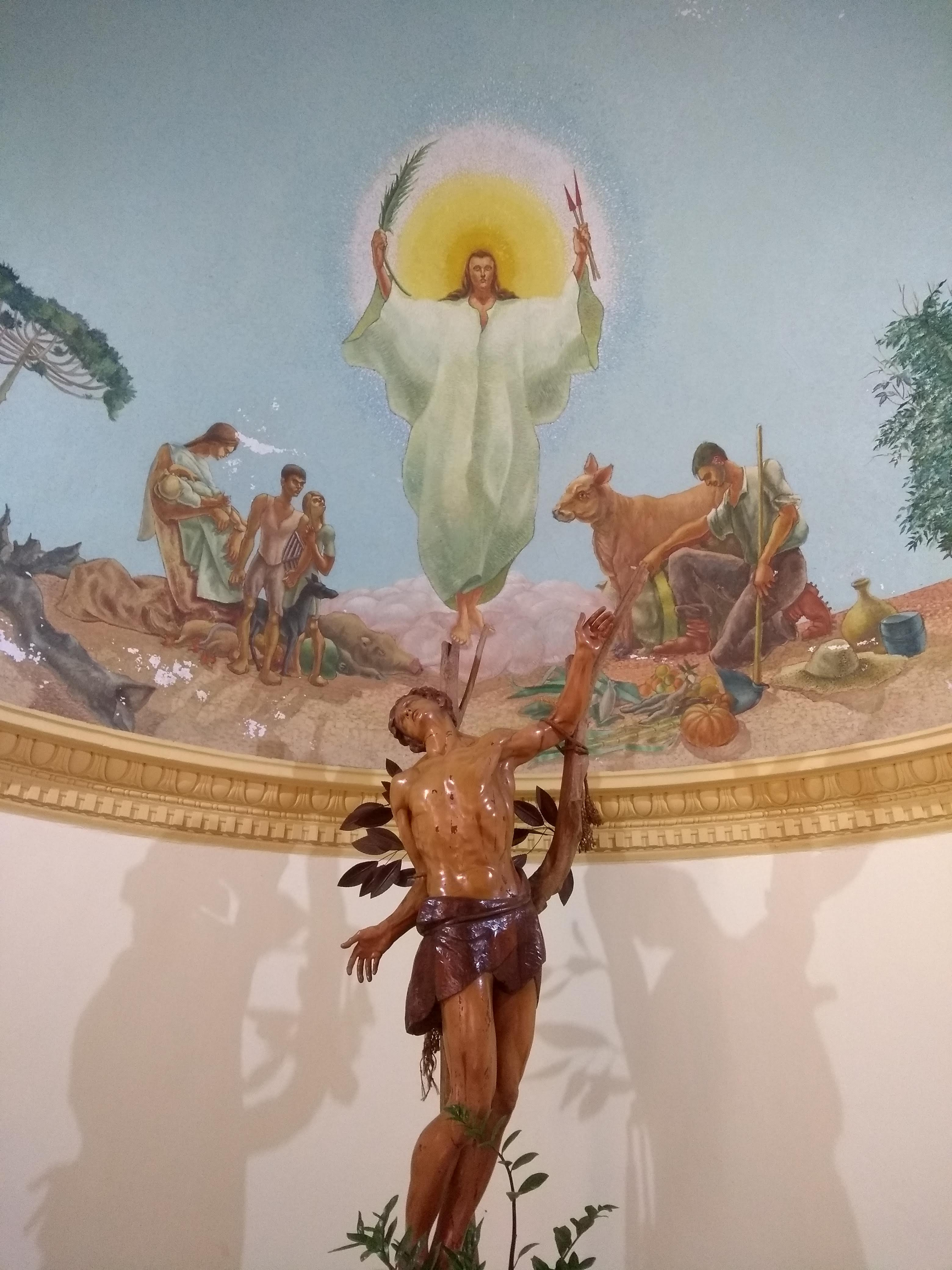
Eugênio Sigauds Fresko "Tribut des Volkes von Nord-Paraná an São Sebastião" im Dom von Jacarezinho

Jacarezinho verfügt über einige Sehenswürdigkeiten wie den Morro do Cruzeiro (Kreuzeshügel), städtische Parks und die Fresken von Eugênio de Proença Sigaud im Dom. Sigaud hat sie zwischen 1954 und 1957 im Auftrag seines Bruders, des Bischofs Geraldo de Proença Sigaud, geschaffen. Dieser war damals Bischof des Bistums Jacarezinho. Mit diesem Werk provozierte Sigaud die Reaktion der Bevölkerung, indem er biblische Figuren mit Zügen der örtlichen Bevölkerung dargestellt hatte.

## Bildungseinrichtungen
Die Stadt beherbergt einen Campus der Staatlichen Universität von Nordparaná (UNEP) mit den vier Fakultäten für Philosophie, Wissenschaften und Literatur, für Leibeserziehung und Physiotherapie, für Jura sowie für Zahnmedizin.